# Ібан Субіаурре
Ібан Субіаурре (ісп. Iban Zubiaurre, нар. 22 січня 1983, Мендаро) — іспанський футболіст, що грав на позиції правого захисника за низку іспанських клубних команд, а також за юнацькі і молодіжну збірну Іспанії.

## Клубна кар'єра
Народився 22 січня 1983 року в місті Мендаро. Вихованець футбольної школи клубу «Реал Сосьєдад». У дорослому футболі дебютував 2000 року виступами за команду його другу команду, а за три роки 20-річний гравець почав залучатися до складу основної команди «Реал Сосьєдад». Протягом наступних двох сезонів відіграв за команду із Сан-Себастьяна лише 14 матчів, однак зумів зацікавити представників головної команди Країни Басків.
На початку 2007 року за майже 6 мільйонів євро перейшов да «Атлетіка Більбао». У новій команді став гравцем глибокого запасу, провівши протягом наступних двох років лише два офіційні матчі.
Залишався гравцем «Атлетіка» до 2012 року, додавши за цей час до свого активу лише одну гру в рамках Ліги Європи 2009—2010. Натомість встиг пограти в оренді за «Ельче», «Альбасете» та «Саламанку».
У серпні 2013 року на правах вільного агента став гравцем «Расінга» (Сантандер), утім вже наступного місяця оголосив про завершення ігрової кар'єри.

## Виступи за збірні
1999 року дебютував у складі юнацької збірної Іспанії (U-16), загалом на юнацькому рівні за команди різних вікових категорій взяв участь у 21 грі.
2005 року провів одну гру за молодіжну збірну Іспанії.

## Титули і досягнення
- Чемпіон Європи (U-19): 2002